# Malard
Malard (perski: ملارد) – miasto w Iranie, w ostanie Teheran. W 2006 roku miasto liczyło 228 673 mieszkańców w 61 302 rodzinach.